# Lidköpings högre allmänna läroverk
Lidköpings högre allmänna läroverk var ett läroverk i Lidköping verksamt från 1858 till 1968.

## Historia
Magnus Gabriel De la Gardie grundade Lidköpings trivialskola i slutet av 1600-taletr. Denna skola ombildades i anslutning till läroverksreformen 1849 år 1858 till ett lägre elementarläroverk som 1879 namnändrades till ett lägre allmänt läroverk. 1905 blev skolan en realskola, från slutet av 1920-talet samrealskola. 1955 men ej 1950 benämndes skolan Lidköpings högre allmänna läroverk. Skolan fick 1964 namnet De la Gardiegymnasiet och kommunaliserades 1966. Studentexamen gavs från 1950 till 1968 och realexamen från 1907 till 1963.
Skolbyggnaden byggdes om 1950–1951. 